# Seoel Capitool
Het Seoel Capitool is de meer bekende naam van het Gebouw van het Japans koloniaal bestuur in Korea (Koreaans: 조선 총독부 청사, Joseon-chongdokbu Cheongsa). Tussen 1926 en 1996 stond dit gebouw in het noordelijk deel van Seoel, de hoofdstad van Zuid-Korea.
In 1910 was Korea geannexeerd en een kolonie van het Japans Keizerrijk geworden. Seoel werd de koloniale hoofdstad van Japans Korea. De hoogste vertegenwoordiger in het land was de gouverneur-generaal. Voor de huisvesting van het koloniaal bestuur was een groot gebouw noodzakelijk, Japan besloot een groot deel van het paleiscomplex Gyeongbokgung te slopen om hiervoor ruimte te maken. De locatie was met opzet gekozen, het gebouw belemmerde het zicht vanuit het stadscentrum op het paleis en onderstreepte de Japanse koloniale overheersing.
Het gebouw in neoklassieke stijl is een ontwerp van de Duitse architect Georg De Lalande. Hij overleed in 1914 en de Japanse architect Nomura Ichiro maakte het ontwerp af. De bouw duurde zo’n 10 jaar en vanaf 1926 tot 1945 deed het dienst en was tevens de zetel van de gouverneur-generaal in Korea.
De officiële overgave van Japan in Korea vond plaats voor dit gebouw. Op 9 september 1945 werd hier de Japanse vlag gestreken en de Amerikaanse vlag gehesen. Japanse soldaten en bestuurders keerden terug naar Japan.
De militaire regering van het Amerikaanse leger in Korea (US Army Military Government in Korea (USAMGIK)) werd opgezet. Het hoofdkwartier kwam in dit gebouw dat bekend raakte als Seoel Capitool. Op 31 mei 1948 werd het gebouw gebruikt door de nieuw geformeerde constitutionele vergadering van Zuid-Korea, de voorloper van de Nationale Vergadering, met als belangrijkste taak de grondwet van Zuid-Korea te schrijven. Op 24 juli 1948 werd hier Syngman Rhee als de eerste president van Zuid-Korea beëdigd en op 15 augustus volgde de inhuldiging van de Republiek Korea (Zuid-Korea).
In 1950 raakte het gebouw zwaar beschadigd in de Koreaanse Oorlog. Kort na het uitbreken van de oorlog viel de stad in Noord-Koreaanse handen en de stad en het gebouw raakte zwaar beschadigd in de strijd. Na de oorlog werd het gebouw niet hersteld. De nationalistische president Rhee weigerde dit mede omdat de ruïne deels symbool stond voor het einde van de Japanse bezetting. Pas met de komst van president Park Chung-hee werd de restauratie ter hand genomen en vanaf 1962 huisvestte het weer diverse organisaties van de overheid. Dit duurde tot de begin jaren tachtig, het gebouw kwam tijdelijk leeg te staan en werd door president Chun Doo-hwan verbouwd tot Nationaal Museum van Zuid-Korea.
In 1993 werd de sloop van het gebouw ter discussie gesteld, het werd nog altijd gezien als een symbool van het Japanse imperialisme en het belemmerde ook het herstel van het paleiscomplex. President Kim Young-sam koos voor de sloop het jaar 1995, dit jaar markeerde de 50e verjaardag van het einde van de Japanse koloniale overheersing en de 600ste verjaardag van het Gyeongbokgung-paleis. In het najaar van 1996 was de sloop voltooid. Een paar bouwdelen zijn bewaard gebleven en zijn te zien een museum in Cheonan.

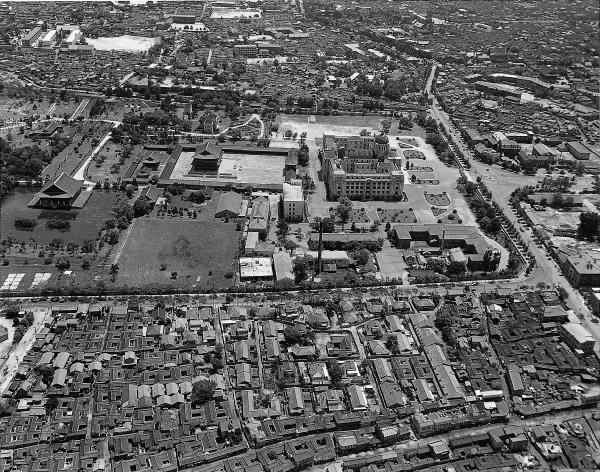
Luchtfoto gebied met links een paar resterende gebouwen van het paleiscomplex (1965)
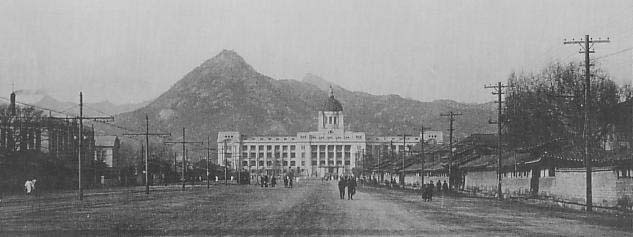
Zicht vanuit het stadscentrum
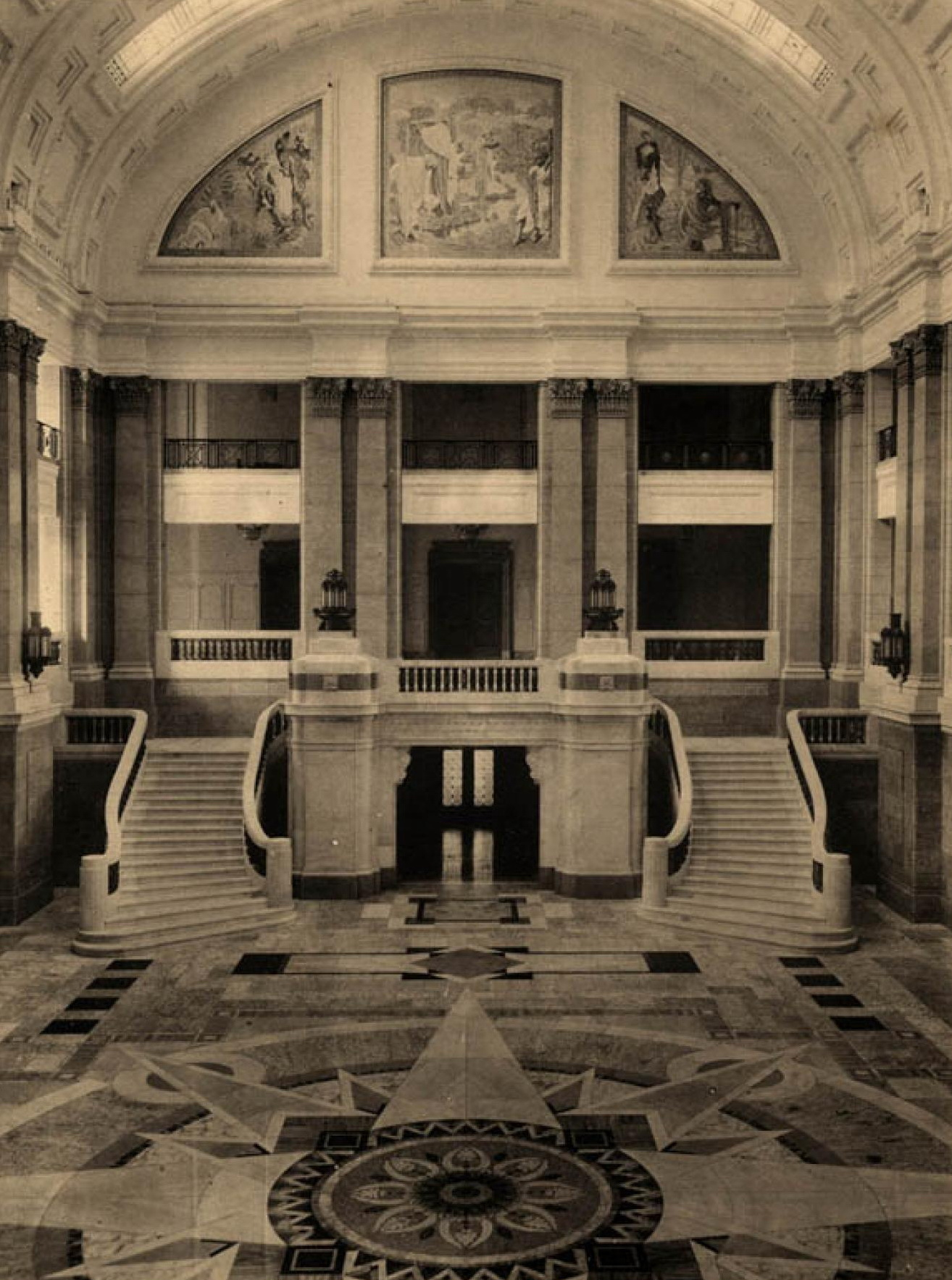
Interieur
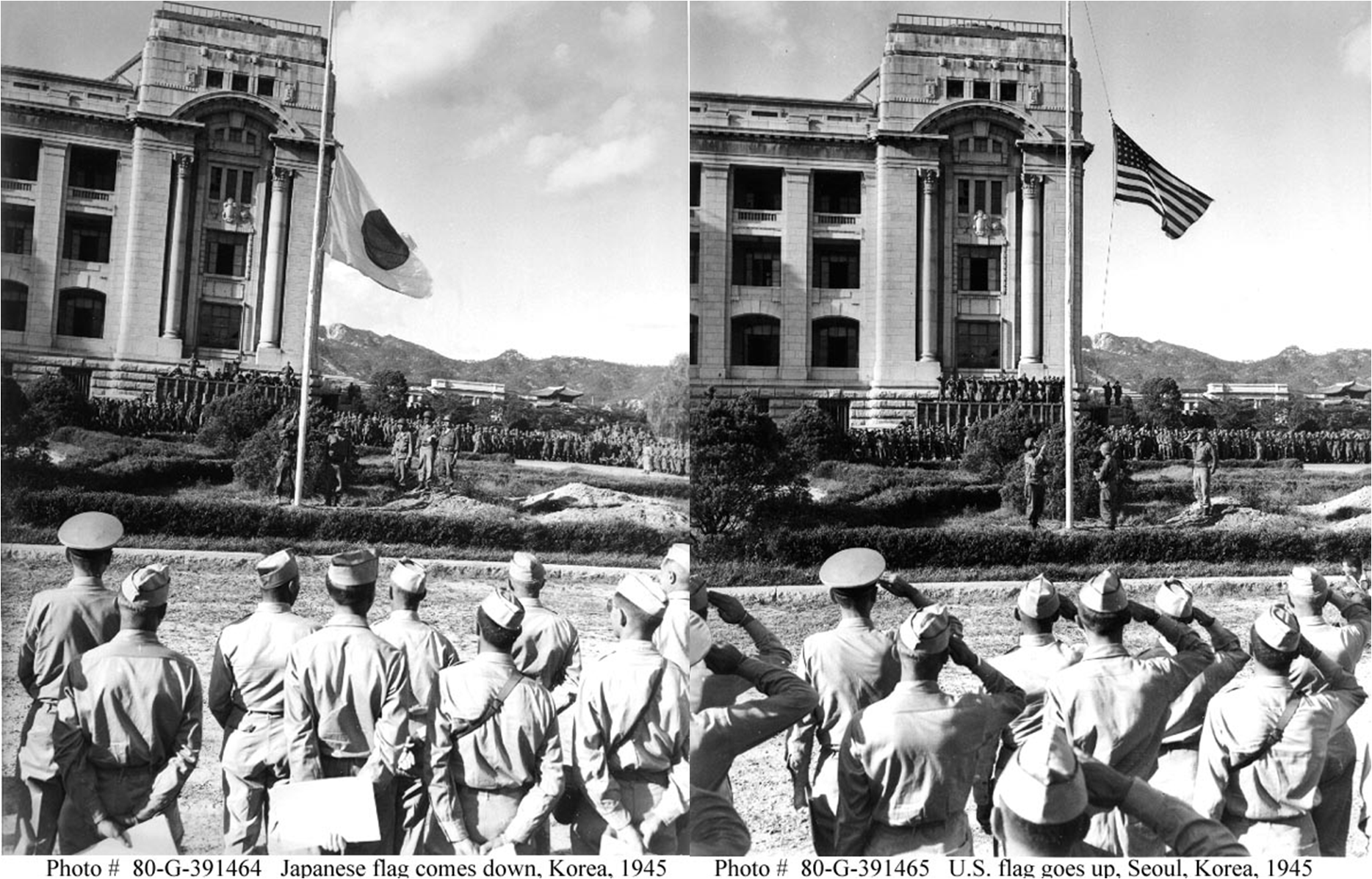
Vlagwisseling tijdens Japanse overgave in 1945
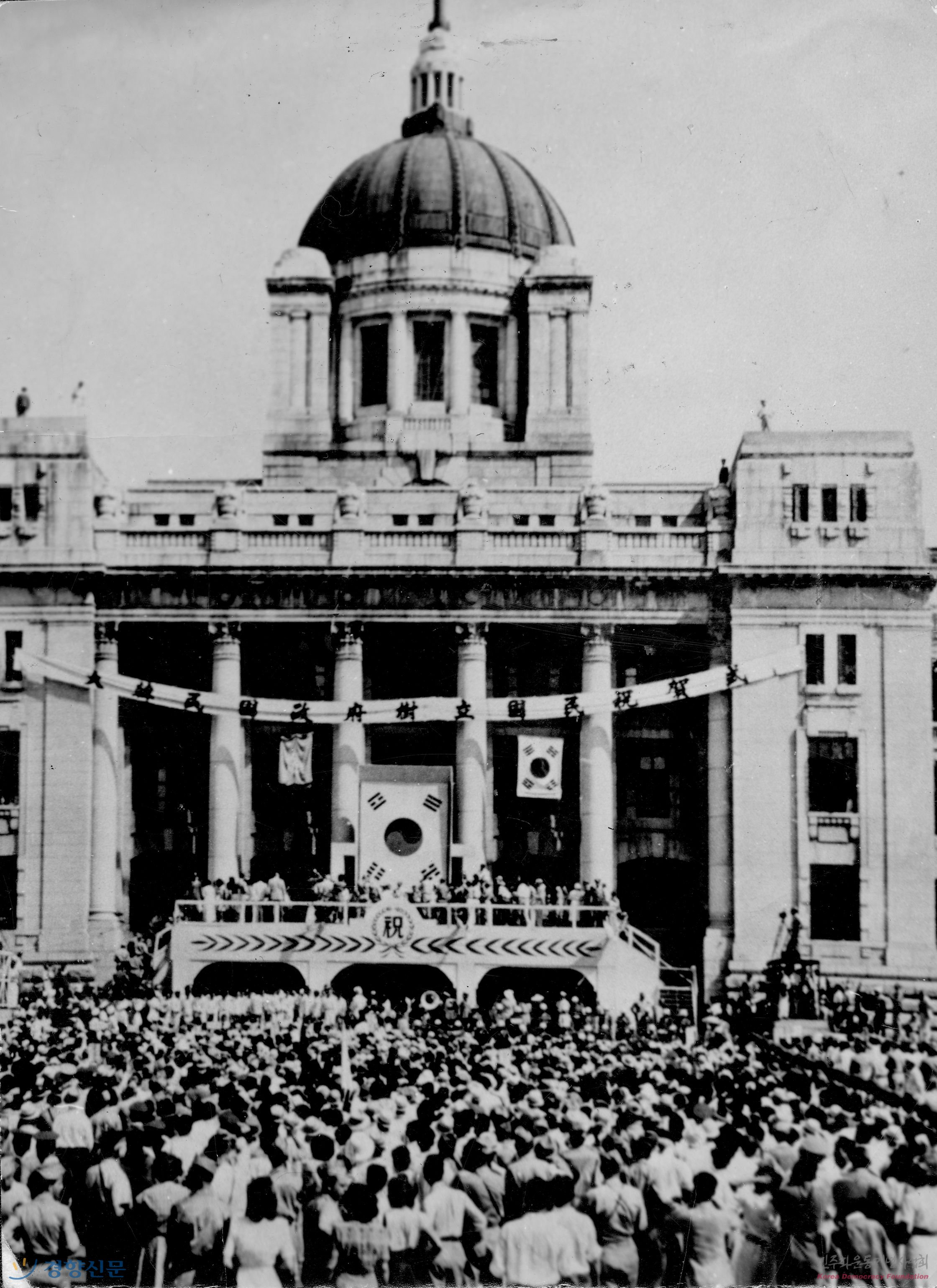
Inhuldiging Republiek Korea (1948)
Gebouw in verwoest Seoel na Koreaanse Oorlog
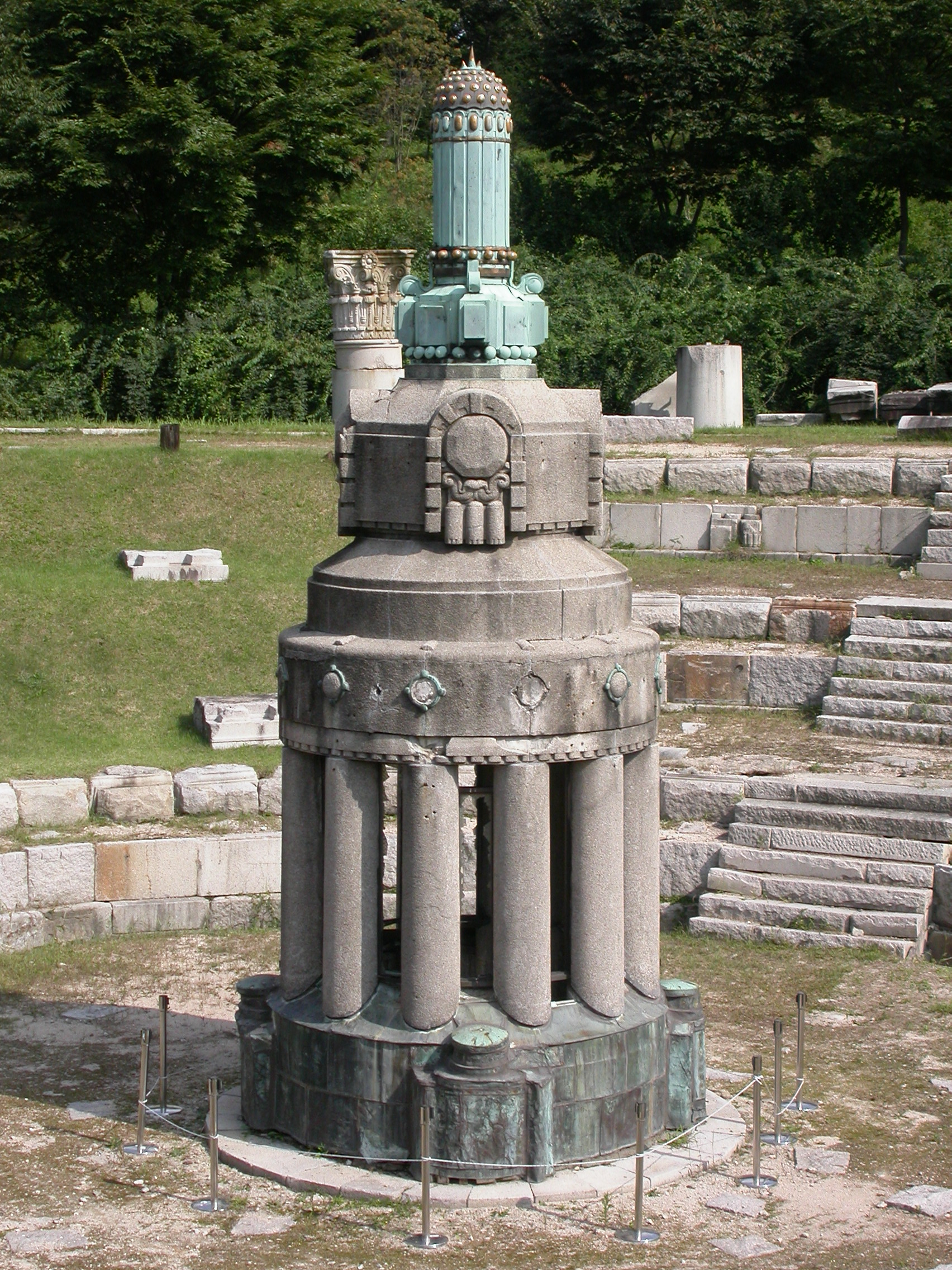
Klein restant van het gebouw in museum Cheonan